# Pehthelm
Pehthelm ou Pecthelm est un prélat anglo-saxon mort en 735. Il est évêque de Whithorn dans la première moitié des années 730.

## Biographie
À la fin de son Histoire ecclésiastique du peuple anglais, achevée en 731, le moine northumbrien Bède le Vénérable rapporte que la région de Whithorn, dans le Galloway, a été érigée en évêché peu de temps auparavant en raison de la croissance du nombre de chrétiens qui y vivent. Ce nouvel évêché a pour siège Candida Casa, l'église fondée plusieurs siècles auparavant par Ninian.
Le premier titulaire de ce siège épiscopal, Pehthelm, fait partie des informateurs sur lesquels s'appuie Bède pour rédiger son Histoire ecclésiastique. C'est de lui que Bède tient le récit d'une vision eue par un homme de Mercie sous le règne de Cenred, entre 704 et 709, ainsi que la description de miracles survenus après la mort de l'évêque de Winchester Hædde, survenue en 705 ou 706. Bède indique qu'avant d'être évêque, Pehthelm faisait partie de l'entourage d'Aldhelm de Sherborne, soit comme moine, soit comme diacre, probablement à l'abbaye de Malmesbury.
Le missionnaire Boniface adresse une lettre à Pehthelm en 735 pour solliciter son avis sur un point de droit canonique : la légalité du mariage entre un homme et la mère de son filleul. Pehthelm meurt la même année et Frithowald (en) lui succède comme évêque de Whithorn.